# Aféra XYZ
Aféra XYZ byla politická a diplomatická epizoda v letech 1797 a 1798, na počátku vlády amerického prezidenta Johna Adamse, kdy došlo ke konfrontaci mezi Spojenými státy a Francií, která vedla ke kvaziválce. Název aféry je odvozen od písmen X, Y a Z, která nahrazovala jména francouzských diplomatů, jak byla v používána v dokumentech zveřejněných Adamsovou administrativou: Jean Conrad Hottinguer (X), Pierre Bellamy (Y) a Lucien Hauteval (Z).

## Pozadí

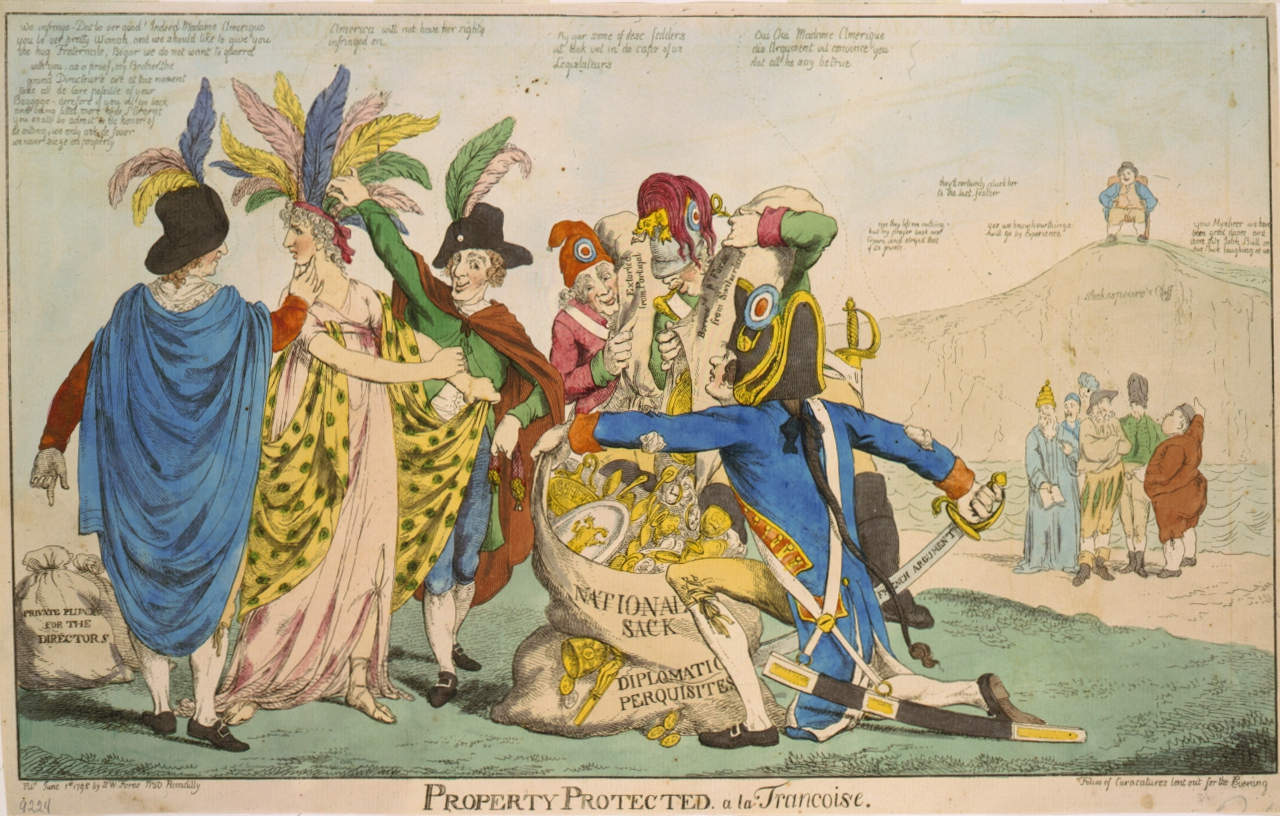
Britská politická karikatura zobrazující tuto aféru: Spojené státy jsou zastoupeny Kolumbií, která je drancována pěti Francouzi. Jedna z postav má frygickou čapku – reprezentuje francouzského revolucionáře. Postavy vpravo představují další evropské země; John Bull, zastupující Velkou Británii, se směje na bílých útesech Doveru zobrazených jako kopec.

V červenci 1797 byla do Francie vyslána americká diplomatická komise, aby vyjednala řešení problémů, které hrozily vypuknutím války. Diplomaté Charles Cotesworth Pinckney, John Marshall a Elbridge Gerry byli neformálně osloveni zaměstnanci francouzského ministra zahraničí Talleyranda, který před zahájením formálních jednání požadoval úplatky a půjčku. Ačkoli takové požadavky nebyly neobvyklé v kontinentální evropské diplomacii té doby, Američané byli uraženi a nakonec opustili Francii, aniž by se vůbec zapojili do formálních jednání. Gerry, snažící se vyhnout totální válce, zůstal ještě několik měsíců poté, co ostatní dva komisaři odcestovali. Jeho jednání s Talleyrandem položilo základ pro případné ukončení diplomatických a vojenských nepřátelských akcí.
Po zveřejnění neúspěšného jednání komise vypukla ve Spojených státech politická bouře. Vedlo to k nevyhlášené kvaziválce (1798–1800). Federalisté, kteří ovládali obě komory Kongresu využili národního hněvu k vybudování národní armády. Také zaútočili na demokratické republikány za jejich pro-francouzské postoje a na Gerryho, který v té době zůstával stále ve Francii a obviňovali jej ze selhání vyjednávání komise.

## Historie
Po francouzské revoluci v roce 1789 byly vztahy mezi novou francouzskou republikou a federální vládou USA napjaté. V roce 1792 vypuklo ve Francii povstání, které vyústilo do Francouzské revoluční války. Prezident George Washington deklaroval americkou neutralitu. Avšak jak Francie, tak Velká Británie, hlavní válečné mocnosti této války, zahájily zabírání lodí neutrálních mocností včetně lodí Spojených států pod záminkou jejich obchodování s nepřáteli. Podle „Jay Treaty“, smlouvou ratifikovanou v roce 1795, Spojené státy dosáhly urovnání sporů s Británií, což rozhněvalo členy Direktoria vládnoucího ve Francii. Francouzské námořnictvo následně zintenzívnilo své úsilí o přerušení amerického obchodu s Británií. Ke konci vlády prezidenta George Washingtona, začátkem roku 1797, dosáhly incidenty rozměrů krize. Krátce po nástupu do funkce 4. března 1797 se prezident John Adams dozvěděl, že Charles Cotesworth Pinckney byl kvůli eskalaci krize odmítnut jako vyslanec USA a že v Karibiku byly zabaveny další americké obchodní lodě. V reakci na to vyzval Kongres, aby se během zvláštního květnového zasedání pokusil vyřešit zhoršující se stav francouzsko-amerických vztahů.
Názory na zhoršující se situaci ve vztazích mezi Francií a Spojenými státy se do jisté míry lišily podle stranické příslušnosti. Federalisté trvali na tvrdé linii, upřednostňovali účinnou obranu, ale nechtěli vyvolat válku. Demokratičtí republikáni vyjadřovali solidaritu s republikánskými ideály francouzských revolucionářů a nechtěli být spojováni s nátlakem federalistů ve vládě prezidenta Adamse. Viceprezident Thomas Jefferson, sám republikán, pohlížel na federalisty jako na monarchisty, spojence Británie, nepřítele amerických hodnot.

## Vyjednávání s Francií

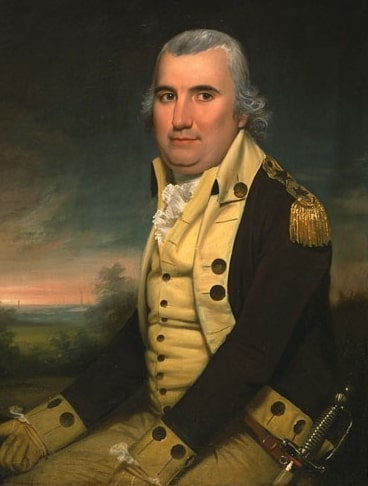
Charles Cotesworth Pinckney předseda americké komise

Koncem května 1797 Adams projednal situaci se svým kabinetem a rozhodl o složení komise, která by odjela vyjednávat s Francií. Vybráni byly Elbridge Gerry, John Marshall a Charles Cotesworth Pinckney jako její předseda. Kabinet ovšem protestoval proti E. Gerrymu, nebyl pro ně skutečně přesvědčeným federalistou. Gerryho tedy nahradil právník Francis Dana. Prezident Adams při představení komise Kongresu přednesl poněkud agresivní projev, ve kterém vyzval k rázné obraně neutrality národa a k expanzi amerického námořnictva, ale na druhou stranu byl proti vyhlášení války s Francií. Kongres schválil zvolené komisaře a Adams nařídil těmto vyslancům vyjednat podobné podmínky jako ty, které byly vyjednány s Británií v „Jay Treaty“ (Jayova smlouva, smlouva o přátelství a obchodu Británií a Spojenými státy z roku 1795, upřesnění Pařížské smlouvy z roku 1783) Komisaři měli pověření odmítnout půjčky, ale měli být flexibilní při úpravě platebních podmínek ve finančních záležitostech. John Marshall odcestoval do Evropy v polovině července, aby se připojil k Pinckneymu, Gerry se přece jenom připojil, ale o několik týdnů později. Politické rozdělení ve složení komise se odrazilo i v jejich postojích během jednání: Marshall a Pinckney, oba federalisté, nedůvěřovali Francouzům, zatímco Gerry byl ochoten k ústupkům a při vyjednávání nespěchat.
Francouzská republika, založená v roce 1792 během francouzské revoluce, byla v roce 1797 řízena dvoukomorovým zákonodárným shromážděním, jehož národním výkonným orgánem byl pětičlenné Direktorium. V Direktoriu existoval nejen vnitřní mocenský boj, ale také boj s dolní komorou zákonodárného sboru. Ke změnám na ministerstvech došlo v první polovině roku 1797, včetně zvolení Charlese Maurice de Talleyranda jako ministra zahraničí. Talleyrand, který strávil několik let ve Spojených státech, byl otevřeně znepokojen navázáním užších vazeb mezi USA a Británií. Ani Direktorium nebylo příliš nakloněné americkým zájmům. Nepřátelský postoj se vyhrotil v září 1797, kdy vnitřní spory pomohly posílit pozice několika antiamerických politiků ve Francii. Tito političtí vůdci v čele s Talleyrandem považovali prezidenta Adamse za nepřátelského vůči jejich zájmům, ale nemysleli si, že by hrozilo nebezpečí války. Zčásti na základě doporučení, které francouzským diplomatům poskytl Jefferson, se Talleyrand rozhodl přijmout přiměřené a pomalé tempo vyjednávání.

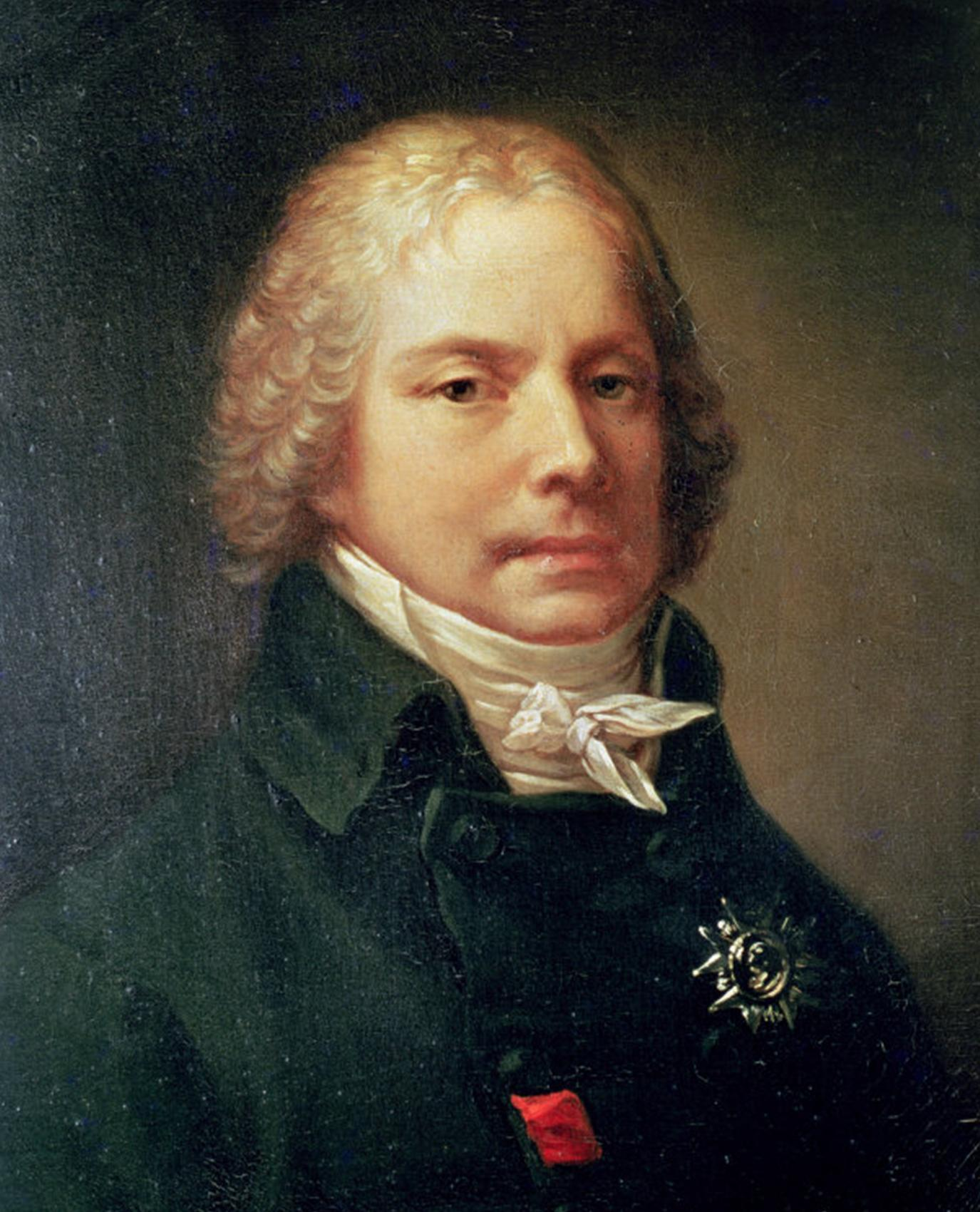
Francouzský ministr zahraničí Talleyrand

Americká komise dorazila do Paříže začátkem října a okamžitě požádala o schůzku s Talleyrandem. Po úvodním krátkém zasedání (na kterém Talleyrand pouze prozatímně přijal pověření komisařů), se o týden později konalo delší zasedání. Talleyrand požadoval od komisařů vysvětlení projevu, který Adams přednesl v květnu a který rozhněval členy Direktoria; jeho motivací bylo zjistit, jak příznivě jsou komisaři nakloněni jednání. Pokud by odpověděli nepřijatelným způsobem, Direktorium by odmítlo potvrdit jejich diplomatické pověření. Členové komise se poprvé dozvěděli o finančních podmínkách Talleyranda 14. října a to prostřednictvím nepřímého kanálu. Rozhodli se, že k Adamsově projevu nebude poskytnuto žádné vysvětlení.

## Zahájení jednání
Následovala řada neformálních setkání. Dne 17. října Nicholas Hubbard, Angličan zastupující nizozemskou banku používanou Američany (a který byl ve zveřejněných dokumentech označen jako „W“), oznámil Pinckneyovi, že baron Jean-Conrad Hottinguer, kterého Hubbard popsal jako čestného muže, se s ním chce setkat. Pinckney souhlasil a oba muži se setkali příští večer. Hottinguer (který byl později označen jako „X“) předal Pinckneymu řadu francouzských požadavků, které zahrnovaly velkou půjčku francouzské vládě a výplatu úplatku 50 000 liber pro Talleyranda. Pinckney předal tyto požadavky ostatním členům komise a Hottinguer je opakoval celé komisi. Tyto požadavky byly stroze odmítnuty, i když bylo všeobecně známo, že diplomaté z jiných států zaplatili úplatky za možnost jednání s Talleyrandem. Hottinguer Talleyrandovy požadavky předal Pierru Bellamymu (“Y”), který se prezentoval se jako člen Talleyrandova vnitřního kruhu. Bellamy americké komisi podrobně vysvětlil Talleyrandovy požadavky, včetně jeho vyjádření, že „musíte zaplatit mnoho peněz.“ Dokonce byla francouzskou stranou navržena řada obchodních transakcí (za nafouknuté ceny) jako způsob, kterým by takové peníze mohly být tajně vyplaceny. Komisaři nabídli, že pošlou navrhovanou výši částky do Spojených států. Podmínkou bylo ukončení francouzského zabavování amerických lodí; to francouzští vyjednavači odmítli.

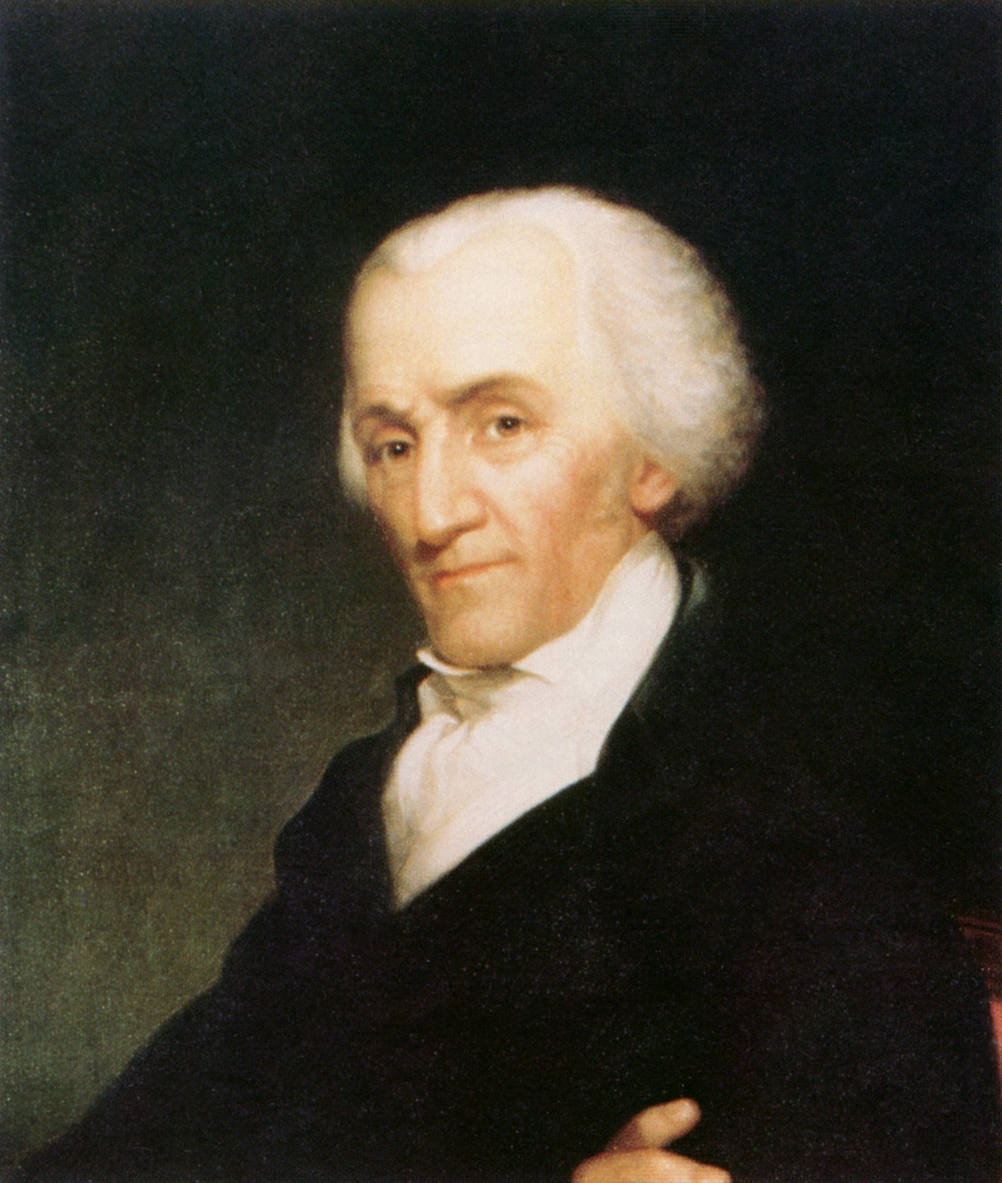
Elbridge Gerry

Krátce po tomto neúspěchu jednání poslal Talleyrand Luciena Hautevala („Z“), aby se setkal s E. Gerrym. Oba muži se znali a setkali se v Bostonu už v roce 1792. Hauteval ujistil Gerryho o upřímnosti Talleyranda při hledání mírové dohody a povzbuzoval ho aby neformální jednání znovu otevřel. Zopakoval požadavky na půjčku a úplatek.
O týden později, zejména po podpisu mírové smlouvy „Mír v Campo Formio“, která ukončila pětiletou válku Francie s Rakouskem (a většinou ostatních evropských mocností), se Hottinguer a Bellamy znovu setkali s americkými diplomaty a zopakovali své původní požadavky, doprovázené hrozbami potenciální války, protože Francie nebyla v Evropě v tomto okamžiku s nikým ve válce. Pinckneyova odpověď byla slavná: „No, no, not a sixpence!“ („Ne, ne, ani šestipenci!“). Komisaři se 1. listopadu rozhodli odmítnout další neformální jednání. Zveřejnění zpráv popisujících tuto sérii schůzek tvořilo základ pro pozdější politické debaty ve Spojených státech.

## Další jednání
Členové komise brzy zjistili, že stále jednají pouze neoficiálně. Oficiální cesty jim byly uzavřeny. Během několika příštích měsíců vyslal Talleyrand sérii neformálních vyjednavačů, aby se setkali s komisaři a pokusili se je „ovlivnit“. Některé neformální cesty byly definitivně uzavřeny (například Gerry informoval Hautevala, že se už nemohou setkat, protože Hauteval neměl formální pověření). Talleyrand přistoupil na společnou večeři až v listopadu 1797, především ovšem kvůli požadovanému návratu Američanů do USA, důvodem byla jejich neochota souhlasit s vyplacením požadovaného úplatku.

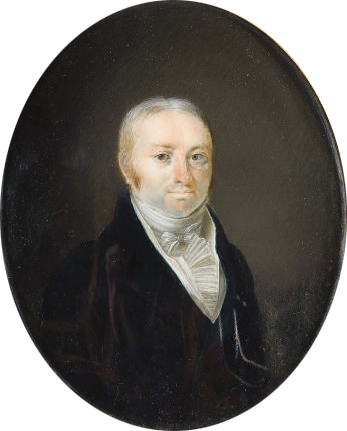
Jean-Conrad Hottinguer

Koncem listopadu začal Talleyrand manévrovat s cílem oddělit Gerryho od ostatních členů komise. Rozšířil „společenskou“ pozvánku na večeři na Gerryho. To samozřejmě vedlo ke zvýšení nedůvěry k Gerrymu od Marshalla a Pinckneye. Požadovali záruky, že Gerry se vyhne jakýmkoliv slibům, prohlášením či předjednaným dohodám. Navzdory snaze odmítat neformální jednání skončili nakonec všichni komisaři soukromými schůzkami s některými vyjednavači Talleyranda.
Členy komise nakonec rozdělila otázka zda pokračovat v neformálních jednáních. Federalisté Marshall a Pinckney byly pro ukončení neplodných jednání, Gerry chtěl ve vyjednávání pokračovat. Tento postoj Talleyrand očekával, už v lednu 1798 řekl Gerrymu, že už nebude s Pinckneyem jednat. V únoru získal Talleyrand souhlas od Direktoria pro novou vyjednávací pozici a snažil se vyloučit z jednání Marshalla. Změna strategie vyděsila řadu amerických obyvatel Paříže, kteří se obávali rostoucí možnosti války. A tentokrát byl Gerry, kdo na Talleyrandovo naléhání začal tajit před ostatními komisaři podstatu jejich schůzek.

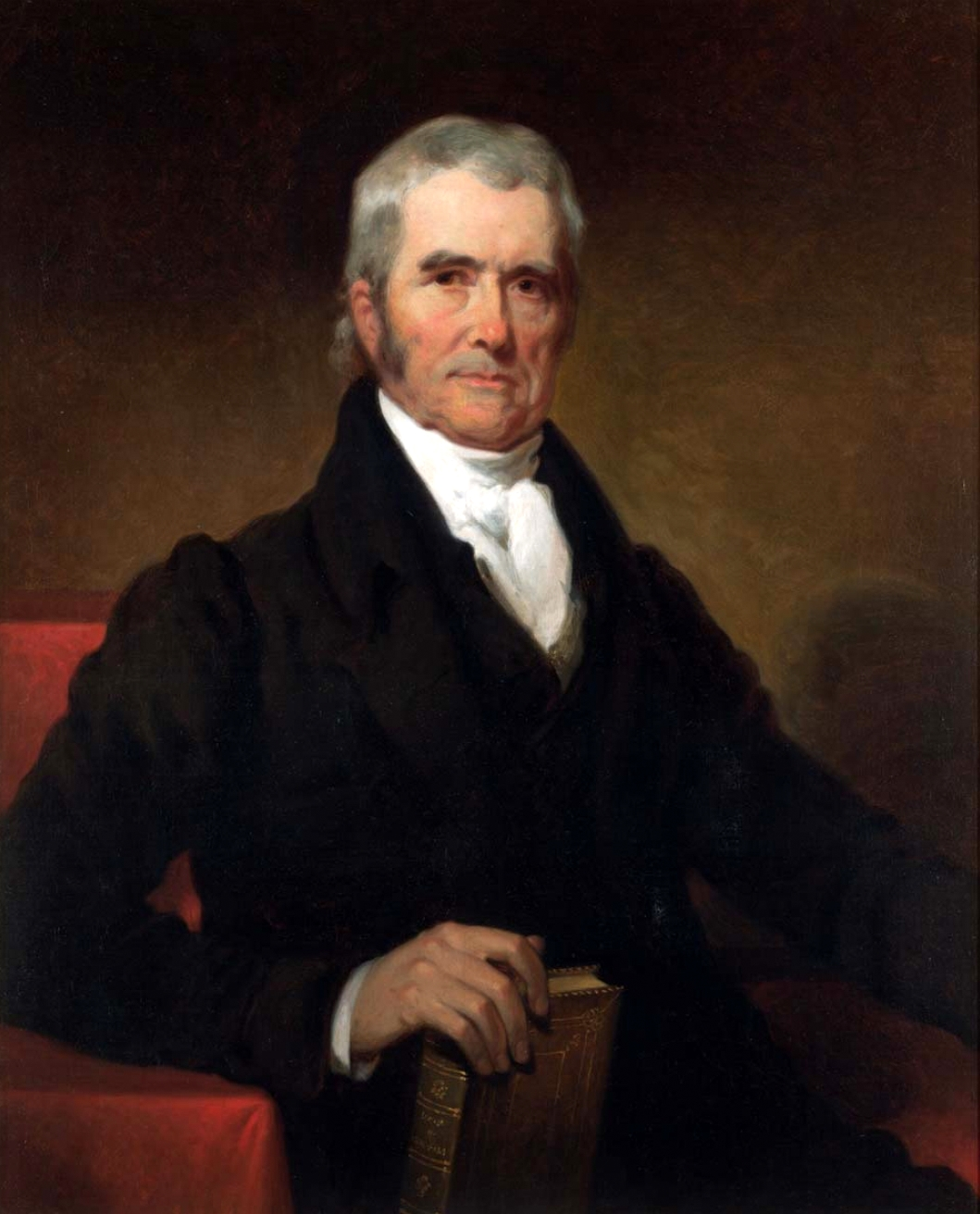
John Marshall

Všichni tři komisaři se neformálně setkali s Talleyrandem v březnu, ale bylo jasné, že jednání se dostalo do slepé uličky. Bylo to tak i přes Talleyrandův souhlas se snížením výše požadované půjčky. Obě strany připravily prohlášení, která měla být poslána do USA. Marshall a Pinckney opustili Francii v dubnu, neboť Talleyrand se rozhodl, že bude jednat pouze s Gerrym. Jejich odjezd byl zpožděn kvůli řadě jednání o návratu jejich pasů; aby získal diplomatickou výhodu, Talleyrand se snažil donutit Marshalla a Pinckneye, aby oni sami formálně požádali o svůj návrat (což by mu umožnilo později tvrdit, že to byli oni,kdo přerušili jednání). Talleyrand se nakonec vzdal a formálně požádal o jejich odjezd. Gerry se snažil držet jednotu členů komise, Talleyrand ovšem řekl, že pokud i on opustí Francii, Direktorium vyhlásí válku. Gerry tedy zůstal, protestoval proti „nevhodnosti povolení cizí vládě [vybrat] osobu, která by měla vyjednávat.“ Nicméně zůstával optimistický v otázce možného vyhlášení války. Podle jeho názoru byla válka nereálná, americkému ambasadorovi v Nizozemsku Vilémovi Vans Murrayovi napsal, že „nic než šílenství“ by způsobilo, že by Francouzi vyhlásí válku.
Gerry rozhodně odmítl zahájit další věcná jednání s Talleyrandem a souhlasil, že zůstane jen do doby kdy ho nahradí někdo s větší autoritou. Napsal prezidentovi Adamsovi žádost o pomoc při zajištění svého odletu z Paříže. Talleyrand nakonec poslal vyslal svého zástupce do Haagu, aby znovu otevřel jednání s americkým ambassadorem Williamem Vansem Murrayem, a Gerry se vrátil v říjnu 1798 domů.

## Americká reakce

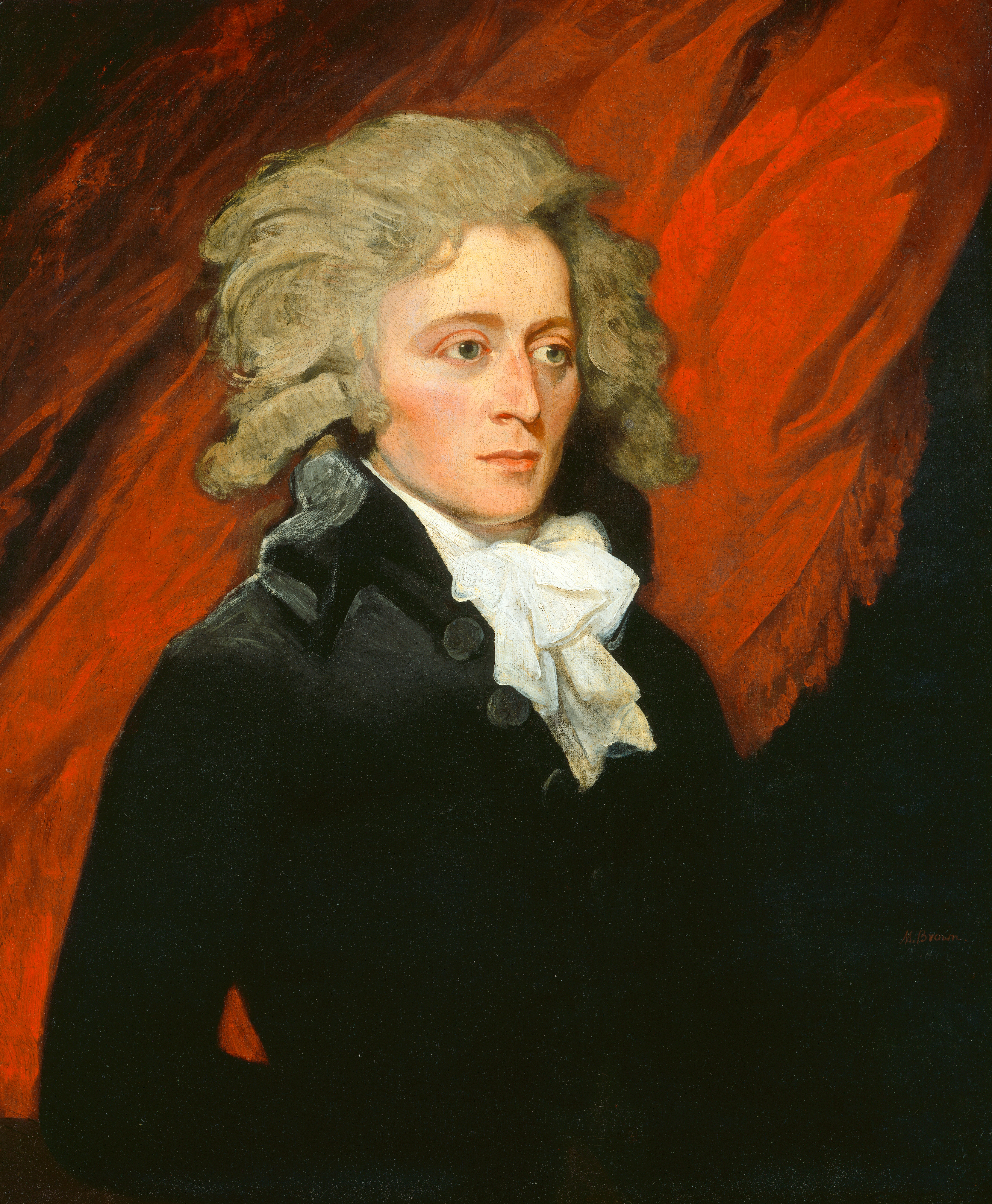
William Vans Murray

Zatímco američtí diplomaté byli v Evropě, prezident Adams zvažoval další možnosti v případě selhání vyjednávání komise. Jeho kabinet naléhal, aby byla posílena národní armáda, včetně povolání 20 000 mužů do armády a pořízení nebo rekonstrukce lodí pro námořnictvo. Až do března 1798, kdy dorazily první expedice odhalující francouzské požadavky a taktiku vyjednávání, neměl od komisařů žádné závazné zprávy. Zjevné konečné selhání jednání komise bylo řádně předloženo Kongresu. Přesto prezident Adams tajně choval naději, že diplomaté špatně situaci vyhodnotili a snažil se minimalizovat válečnou reakci. Jeho kabinet byl v názoru jak reagovat na požadavky Francie rozdělen: generální prokurátor Charles Lee a ministr zahraničí Timothy Pickering žádali o vyhlášení války. Demokraticko-republikánští politici v Kongresu, kteří věřili, že Adams zveličoval francouzskou pozici, protože souhlasil s válkou a s militantními federalisty zveřejnění zpráv komise. Dne 20. března prezident Adams změnil názor a zprávu z jednání zveřejnil. Jména aktérů některých francouzských aktérů byla redigována a nahrazena písmeny W, X, Y a Z. Použití těchto šifer vedlo k tomu, že diplomatická roztržka je známa jako „Aféra XYZ“.
Uvolnění dokumentů vyvolalo přesně takovou odpověď, které se Adams obával. Federalisté požadovali válku a demokratičtí republikáni neměli v rukou žádný účinný argument. Navzdory těmto výzvám Adams vytrvale odmítal požádat Kongres o formální vyhlášení války. Kongres nicméně schválil postavení dvanácti fregat a uvolnil další prostředky na zvýšení vojenské připravenosti. Kongres také 7. července 1798 odhlasoval zrušení „Treaty of Alliance with France“ (Smlouvy o alianci s Francií) z roku 1778 a o dva dny později povolil útoky na francouzské válečné lodě. Federalisté využili této situace ke zpochybnění věrnosti pro-francouzských demokratických republikánů; tento postoj přispěl k průchodu zákona o cizincích a jejich statusu „Alien and Sedition Acts“. Zákon omezil pohyb těchto osob a velmi jim omezil možnost být kritickými vládě. Ale ani federalisté nebyli jednotni v otázce vyhlášení války. Demokraté naopak líčili federalisty jako stranu snažící se podkopat základy republiky vojenskými prostředky.
Po návratu do Spojených států byl Elbridge Gerry v obtížné pozici. Federalisté, povzbuzeni zprávami Johna Marshalla o jejich neshodách, ho kritizovali za účast na rozpadu jednání. Tyto tvrdé a nepříliš spravedlivé komentáře způsobily odklon Gerryho od federalistů a nakonec skončil v roce 1800 jako demokratický republikán.

## Francouzská reakce
Když do Francie dorazily zprávy o zveřejnění průběhu jednání a následné nepřátelské reakci Američanů reakce Francie byla zuřivost. Talleyrand byl předvolán před Direktorium, aby se zodpovídal za svou roli v aféře. Odmítl jakékoli spojení s neformálními vyjednavači a nabídl pomoc Gerrymu při odhalení agentů, jejichž jména byla zašifrována. Gerry s tím souhlasil. Na oplátku Talleyrand soukromě potvrdil Gerrymu, že tito lidé jsou ve skutečnosti jeho zaměstnanci, a že on, na rozdíl od prohlášení, která učinil před Direktoriem má stále zájem usilovat o usmíření. Prezident Adams později napsal, že Talleyrandovo přiznání Gerrymu mělo velkou význam pro jeho rozhodnutí pokračovat v úsilí o udržení míru. Gerry ve své soukromé zprávě o aféře pro Adamse v roce 1799 požadoval uznání za zachování míru a za ovlivnění významných změn ve francouzské politice, které zklidnily nepřátelské postoje a nakonec přinesly mírovou smlouvu.
Válečný postoj Spojených států a začátek kvaziválky (námořní válka mezi oběma zeměmi, která byla vedena především v Karibiku), přesvědčil Talleyranda, že se ve svých jednáních s komisaři přepočítal. V reakci na diplomatické návrhy, které učinil Williamu Vansovi Murrayovi v Haagu, poslal prezident Adams v roce 1799 vyjednavače do Francie. Ti nakonec vyjednali ukončení nepřátelství a dojednali „The Convention of 1800“, úmluva z roku 1800. Jednání komise částečně řídil Marshall, tehdejší státní tajemník v září 1800. Tato dohoda byla uzavřena s francouzským konzulem Napoleonem Bonapartem, který v listopadu 1799 svrhl Direktorium převratem z 18. Brumaire, a senát Spojených států smlouvu ratifikoval v prosinci 1801.